# Meppen-Haselünner Eisenbahn
| Verlauf der Meppen-Haselünner Eisenbahn |                      |                                                |                                                |
| Streckennummer (DB): | 9201                 |                                                |                                                |
| Kursbuchstrecke: | 223g (1946)          |                                                |                                                |
| Streckenlänge: | 51,3 km              |                                                |                                                |
| Spurweite: | 1435 mm (Normalspur) |                                                |                                                |
| Streckenklasse: | D4                   |                                                |                                                |
| Maximale Neigung: | 38 ‰                 |                                                |                                                |
| Minimaler Radius: | 190 m                |                                                |                                                |
| Streckengeschwindigkeit: | 40 km/h              |                                                |                                                |
| |                      |                                                |                                                |
| \| \| \| Emslandstrecke von Rheine \| \| \| \| 0,0 \| Meppen \| Meppen \| \| \| \| Emslandstrecke nach Emden \| \| \| \| 2,7 \| Vormeppen \| Vormeppen \| \| \| \| Wehrtechnische Dienststelle 91 \| \| \| \| \| Nordradde \| \| \| \| 6,9 \| Bokeloh (Kr Meppen) \| Bokeloh (Kr Meppen) \| \| \| 12,4 \| Schleper \| Schleper \| \| \| \| Mittelradde \| \| \| \| 17,7 \| Haselünne \| Haselünne \| \| \| \| Eltern \| \| \| \| 21,9 \| Flechum \| Flechum \| \| \| \| Südradde \| \| \| \| \| ehemaliger Streckenverlauf \| \| \| \| 25,3 \| Herzlake \| Herzlake \| \| \| \| \| \| \| \| 26,6 \| Herzlake (B213) \| Herzlake (B213) \| \| \| \| ehemaliger Streckenverlauf \| \| \| \| 30,1 \| Lewinghausen bis 1977 Eigentumsgrenze MHE / DB \| Lewinghausen bis 1977 Eigentumsgrenze MHE / DB \| \| \| 33,8 \| Helmighausen \| Helmighausen \| \| \| \| Industrieanschluss in Löningen \| \| \| \| \| Industrieanschluss in Löningen \| \| \| \| 37,5 \| Löningen Personenbahnhof \| Löningen Personenbahnhof \| \| \| \| Löninger Mühlenbach \| \| \| \| 39,7 \| Löningen Güterbahnhof \| Löningen Güterbahnhof \| \| \| 44,2 \| Bunnen \| Bunnen \| \| \| 48,0 \| Sandloh \| Sandloh \| \| \| \| Strecke von Oldenburg/Wilhelmshaven \| \| \| \| 51,3 \| Essen (Oldenburg) \| Essen (Oldenburg) \| \| \| \| Strecke nach Osnabrück \| \| |                      |                                                |                                                |
| Strecke |                      | Emslandstrecke von Rheine                      | Emslandstrecke von Rheine                      |
| Bahnhof | 0,0                  | Meppen                                         | Meppen                                         |
| Abzweig geradeaus und nach links |                      | Emslandstrecke nach Emden                      | Emslandstrecke nach Emden                      |
| Dienststation / Betriebs- oder Güterbahnhof | 2,7                  | Vormeppen                                      | Vormeppen                                      |
| Abzweig geradeaus und ehemals nach links |                      | Wehrtechnische Dienststelle 91                 | Wehrtechnische Dienststelle 91                 |
| Brücke über Wasserlauf |                      | Nordradde                                      | Nordradde                                      |
| Blockstelle | 6,9                  | Bokeloh (Kr Meppen)                            | Bokeloh (Kr Meppen)                            |
| Dienststation / Betriebs- oder Güterbahnhof | 12,4                 | Schleper                                       | Schleper                                       |
| Brücke über Wasserlauf |                      | Mittelradde                                    | Mittelradde                                    |
| Bahnhof | 17,7                 | Haselünne                                      | Haselünne                                      |
| ehemaliger Haltepunkt / Haltestelle |                      | Eltern                                         | Eltern                                         |
| ehemaliger Haltepunkt / Haltestelle | 21,9                 | Flechum                                        | Flechum                                        |
| Brücke über Wasserlauf |                      | Südradde                                       | Südradde                                       |
| Strecke von links (außer Betrieb) · Abzweig geradeaus und ehemals nach rechts |                      | ehemaliger Streckenverlauf                     | ehemaliger Streckenverlauf                     |
| Betriebs-/Güterbahnhof Strecke bis hier außer Betrieb · Strecke | 25,3                 | Herzlake                                       | Herzlake                                       |
| Abzweig ehemals geradeaus und nach links · Abzweig geradeaus und nach rechts |                      |                                                |                                                |
| Strecke (außer Betrieb) · Haltepunkt / Haltestelle | 26,6                 | Herzlake (B213)                                | Herzlake (B213)                                |
| Strecke nach links (außer Betrieb) · Abzweig geradeaus und ehemals von rechts |                      | ehemaliger Streckenverlauf                     | ehemaliger Streckenverlauf                     |
| ehemaliger Haltepunkt / Haltestelle | 30,1                 | Lewinghausen bis 1977 Eigentumsgrenze MHE / DB | Lewinghausen bis 1977 Eigentumsgrenze MHE / DB |
| Dienststation / Betriebs- oder Güterbahnhof | 33,8                 | Helmighausen                                   | Helmighausen                                   |
| Abzweig geradeaus und ehemals von links |                      | Industrieanschluss in Löningen                 | Industrieanschluss in Löningen                 |
| Abzweig geradeaus und ehemals von links |                      | Industrieanschluss in Löningen                 | Industrieanschluss in Löningen                 |
| Bahnhof | 37,5                 | Löningen Personenbahnhof                       | Löningen Personenbahnhof                       |
| Brücke über Wasserlauf |                      | Löninger Mühlenbach                            | Löninger Mühlenbach                            |
| Dienststation / Betriebs- oder Güterbahnhof | 39,7                 | Löningen Güterbahnhof                          | Löningen Güterbahnhof                          |
| Dienststation / Betriebs- oder Güterbahnhof | 44,2                 | Bunnen                                         | Bunnen                                         |
| Dienststation / Betriebs- oder Güterbahnhof | 48,0                 | Sandloh                                        | Sandloh                                        |
| Abzweig geradeaus und von links |                      | Strecke von Oldenburg/Wilhelmshaven            | Strecke von Oldenburg/Wilhelmshaven            |
| Bahnhof | 51,3                 | Essen (Oldenburg)                              | Essen (Oldenburg)                              |
| Strecke |                      | Strecke nach Osnabrück                         | Strecke nach Osnabrück                         |

Die Meppen-Haselünner Eisenbahn (MHE) ist eine ehemalige Bahngesellschaft in Niedersachsen und bezeichnet heute noch deren Strecke von Meppen nach Essen (Oldenburg).

## Geschichte

Eröffnungsfahrt der Meppen-Haselünner Eisenbahn

Der Landkreis Meppen eröffnete am 17. Oktober 1894 die Bahnstrecke von Meppen nach Haselünne, die acht Jahre später nach Herzlake verlängert wurde. Am 1. September 1907 schließlich erreichte man Lewinghausen, wo ein Anschluss an die Großherzoglich Oldenburgischen Staatseisenbahnen (GOE) hergestellt wurde. In Haselünne wurden Betriebsleitung, Lokschuppen und Werkstatt der auch weiterhin als Meppen-Haselünner Eisenbahn bezeichneten Gesellschaft errichtet. Am 1. Oktober 1900 wurde eine Verbindung vom Bahnhof Meppen zum Emshafen eröffnet (1 km), die aber seit den 1990er Jahren keinen Verkehr mehr aufweist. Nach der Kreisreform wurde die Meppen-Haselünner Eisenbahn zum 1. Januar 1993 mit der Hümmlinger Kreisbahn zur Emsländischen Eisenbahn zusammengelegt. Mit diesem Zeitpunkt endete auch die 60 Jahre andauernde Betriebsführung durch die Bentheimer Eisenbahn.
Bereits am 12. August 1888 wurde die Strecke von Essen (Oldenburg) nach Löningen eröffnet, zunächst auf Rechnung der Gemeinde Löningen. 1895 übernahm dann die GOE, die bisher schon die Betriebsführung innehatte, die Strecke. 1907 schließlich wurden die Strecken aus Essen und Meppen in Lewinghausen zusammengeführt.
1920 ging die Strecke an die Deutsche Reichsbahn über, nach dem Zweiten Weltkrieg an die Deutsche Bundesbahn, und zwischen 1977 und 1979 übernahm der Kreis Emsland diese schließlich.

## Strecke

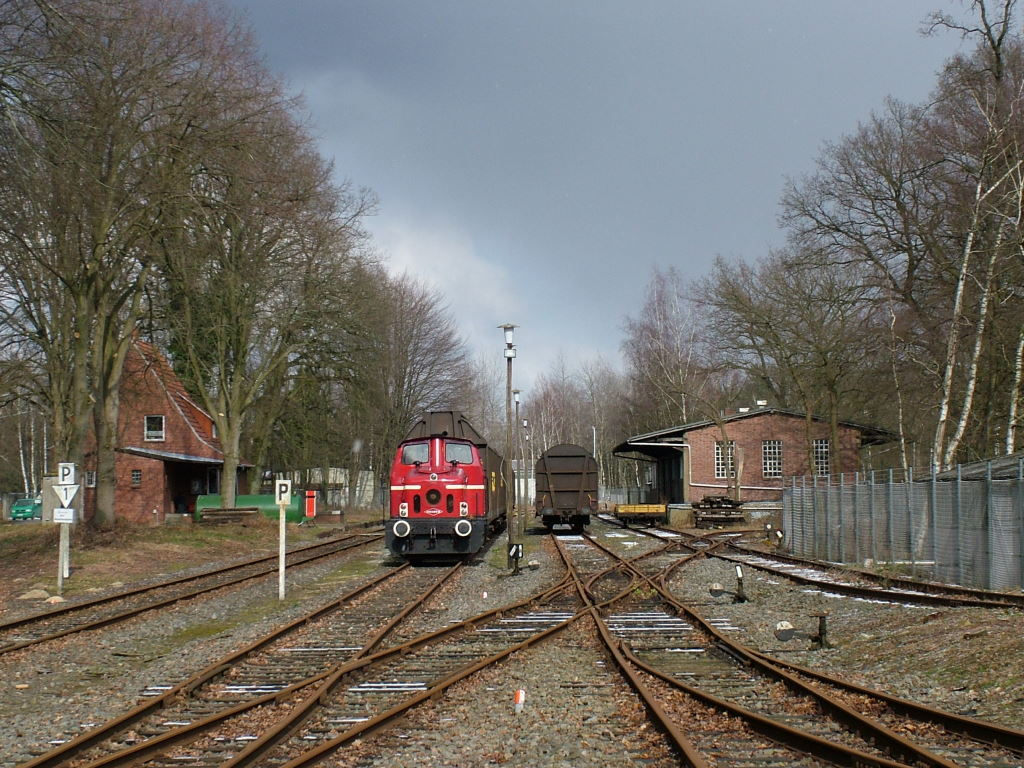
Bahnhof Vormeppen

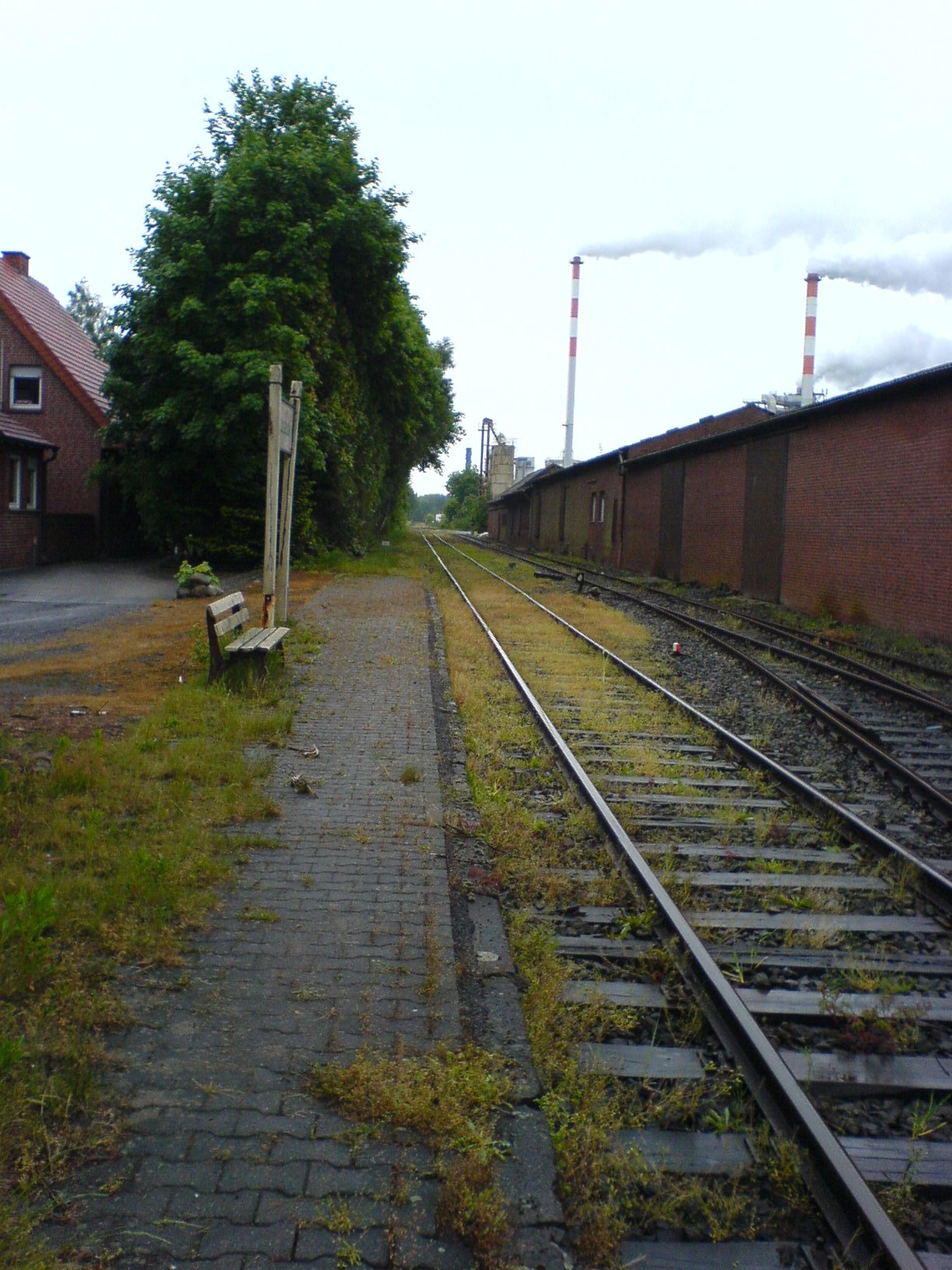
Bahnhof Bokeloh (Kr Meppen) 2008

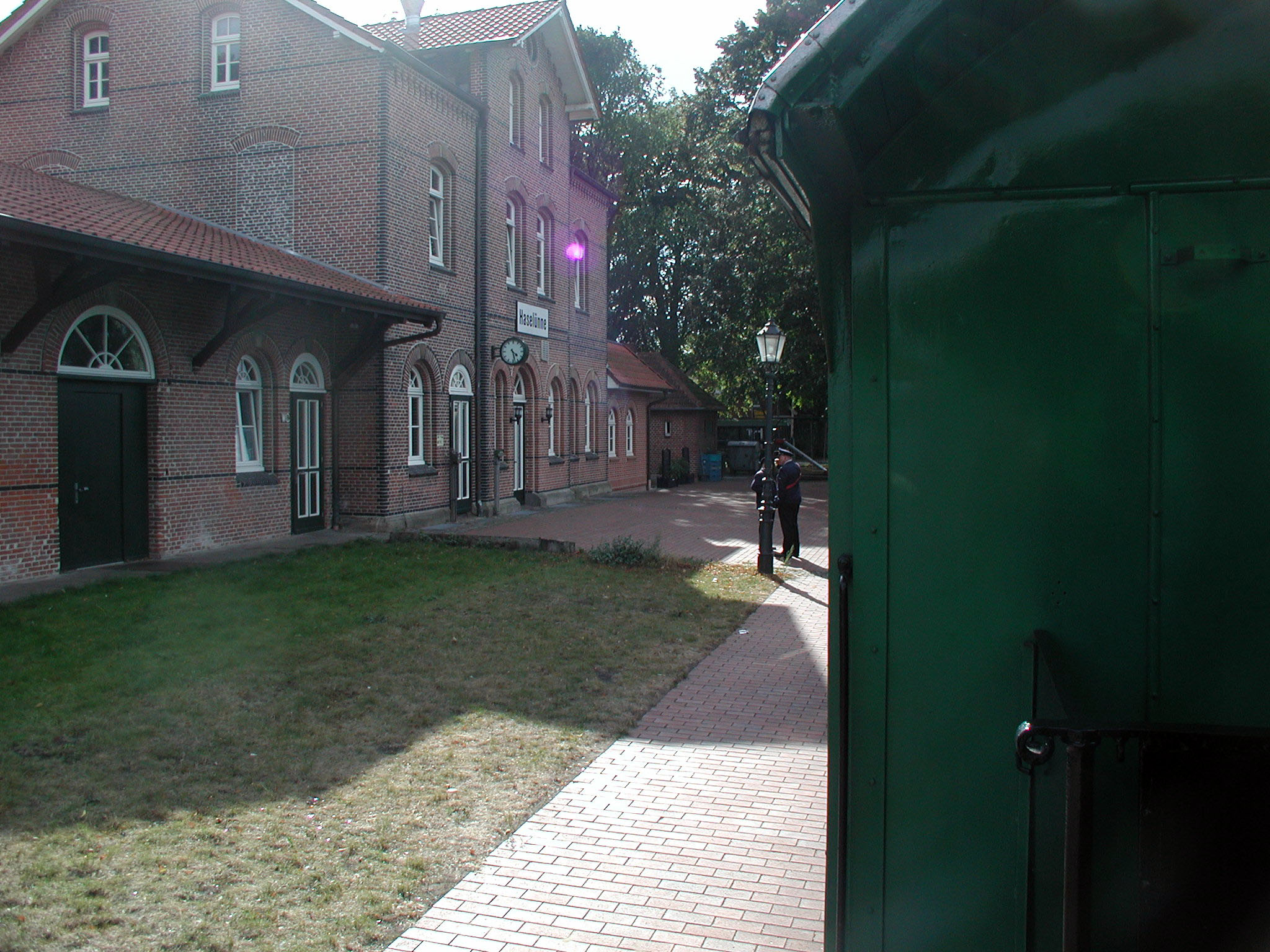
Bahnhof Haselünne

Die Strecke beginnt im Bahnhof Meppen. Seit 1954 verlässt sie diesen in nördlicher Richtung und führt dann (teilweise auf einem recht hohen Damm) in das Gelände der Wehrtechnischen Dienststelle 91 für Waffen und Munition (WTD 91, umgangssprachlich auch als Erprobungsstelle bezeichnet) der Bundeswehr. Auf diesem Stück befindet sich auch die größte Steigung der Strecke. Hinter dem Bahnhof Vormeppen, wo sich heute der Lokschuppen der Strecke befindet und der zu beiden Seiten von der Erprobungsstelle eingeschlossen ist, führt die Strecke beidseitig eingezäunt noch einige Kilometer durch das Gelände, bevor sie bei Bokeloh wieder freies Feld erreicht.
Hier wird auch die alte Streckenführung wieder weitergeführt: Bis 1954 führten die Gleise in einem Bogen durch einige Meppener Ortsteile, mit dem geplanten Bau des Ems-Seitenkanals wurde die Strecke jedoch nach Norden verlegt, da das bereits vorhandene Anschlussgleis zum Schießplatz Meppen schon mit Brücken für diesen Kanal ausgestattet war. Über Felder und an einigen Ortschaften entlang geht es weiter nach Haselünne. Die großzügigen Anlagen des Bahnhofs lassen sofort den einstigen Betriebsmittelpunkt erkennen, heute ist das Bahnhofsgebäude ein Veranstaltungsort, der Lokschuppen gehört den Eisenbahnfreunden Hasetal (siehe unten), die Ladegleise werden kaum noch genutzt.
Etwa 10 km weiter wird Herzlake erreicht, wobei der Ort seit 1989 nicht mehr durchfahren wird. Als nämlich die Umgehungsstraße neu gebaut wurde, wurde auch die Strecke der MHE, die vorher einen Bogen durch den Ort beschrieb, begradigt und befindet sich daher seitdem komplett auf der nördlichen Seite der Umgehungsstraße. Da aber der Ort weiterhin einen Gleisanschluss behalten wollte, wurde eine am außerhalb gelegenen Haltepunkt Herzlake (B 213) abzweigende Stichstrecke zum alten Bahnhof gebaut, über die auch heute noch sporadisch Güterverkehr läuft.
Parallel zur Bundesstraße 213 führt die Strecke weiter, vom ehemaligen Übergabebahnhof Lewinghausen ist bis auf das alte Bahnhofsgebäude heute nichts mehr zu sehen. In Helmighausen und Löningen dagegen gibt es nach wie vor die Bahnhöfe und auch immer noch Ladegleise. Nach insgesamt 52,2 km wird die DB-Netz-Strecke Osnabrück–Oldenburg in Essen (Oldenburg) erreicht.

## Verkehr

### Personenverkehr
1894 nahm die MHE einen recht bescheidenen Personenverkehr auf, der auch nach der Verlängerung der Strecke immer überwiegend auf Meppen ausgerichtet blieb. Nach dem Zweiten Weltkrieg, von 1951 bis 1962, fuhren auch Personenzüge der MHE bis Essen, teilweise weiter bis Quakenbrück.
Nachdem in den Anfangsjahren auch die Personenzüge mit Dampflokomotiven gefahren waren, beschaffte man ab 1934 auch Dieseltriebwagen, wobei aber bis zum Schluss auch lokbespannte Züge zum Einsatz kamen. Dies konnte jedoch auch nicht mehr das Abwandern des Personenverkehrs auf die Straße verhindern, weswegen ab den 1960er Jahren die Bahn eigene Busse einsetzte und den Schienenpersonennahverkehr nach und nach einstellte:
- 25. Juni 1962 Essen–Lewinghausen,
- 21. Mai 1966 Lewinghausen–Herzlake,
- 31. Dezember 1970 Herzlake–Meppen.

### Güterverkehr
Von Anfang an war der Güterverkehr auf der Strecke eine wichtige Einnahmequelle. Vor allem wurden damals landwirtschaftliche Produkte von und zu den Bauern der Region transportiert. In den 1950er und 1960er Jahren wurden die bis dahin eingesetzten Dampflokomotiven durch Dieselloks ersetzt, während gleichzeitig die beförderten Mengen stark abnahmen.
Mittlerweile hat sich das Bild jedoch geändert: Seit dem Ende der 1970er Jahre stieg die Tonnage wieder an. Heute werden neben Dünger und Holz vor allem Kiestransporte und Transporte aller Art (v. a. Fahrzeuge und Kraftstoffe) für die Bundeswehr durchgeführt; außerdem befindet sich am Meppener Bahnhof eine Ladestelle für den Transport von Hausmüll zur Müllverbrennungsanlage in Salzbergen.
In Löningen wurde 2009 in Höhe des Mischfutterwerkes der Firma H.Bröring GmbH & Co. KG ein neuer Güterbahnhof errichtet. Hauptsächlich werden hier Ganzzüge für das Mischfutterwerk entleert. Des Weiteren wird hier auch Holz aus den umliegenden Wäldern verladen.

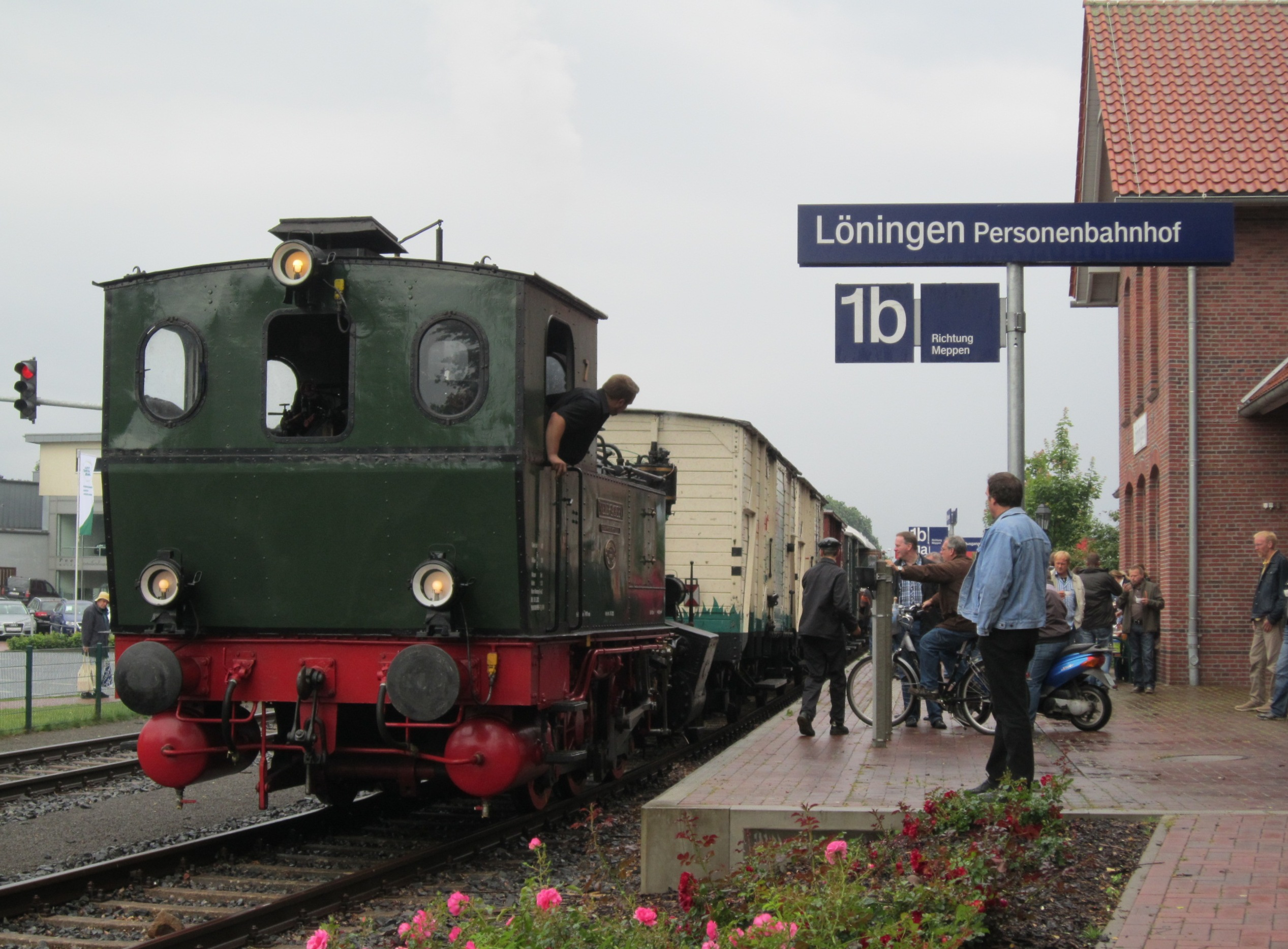
Historische Dampflok im Bahnhof Löningen

## Museumsfahrten

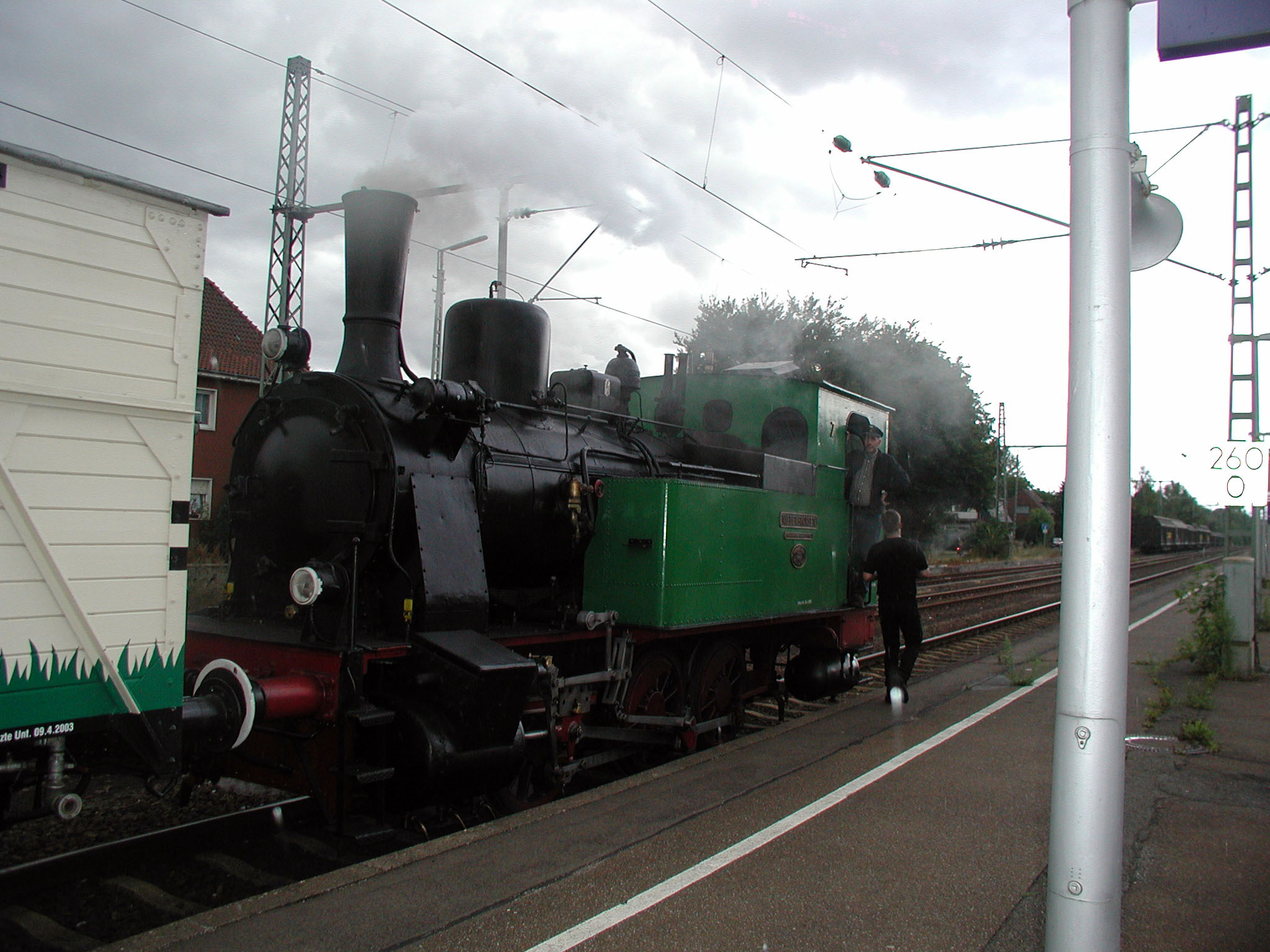
Historische Dampflok der Eisenbahnfreunde im Bahnhof Meppen

Seit 1988/89 verkehren auf der Strecke der MHE auch Museumszüge, die vom Verein „Eisenbahnfreunde Hasetal e. V.“ betrieben werden. Eingesetzt wird hier die Dampflokomotive „Niedersachsen“ vom Typ Henschel Bismarck mit historischen Waggons, die 1988 von der Dampfeisenbahn Weserbergland erworben wurden, die Fahrten finden im Sommerhalbjahr alle zwei Wochen sonnabends statt.
Für Sonderfahrten und zur Entlastung der Dampflok war bis 2005 ein Schienenbus im Einsatz, der mittlerweile an die RuhrtalBahn verkauft und durch eine Diesellok ersetzt wurde. In Kooperation mit dem Tourismusverband Hasetal werden auch Touren mit Fahrrad und Dampfzug angeboten, wobei das Fahrrad auf Teilstrecken im Zug befördert wird.
Nach einem Unfall am 31. Juli 2014, bei dem ein Güterzug bei Haselünne entgleiste und die Gleisanlagen schwer beschädigte, war die Strecke für den Museumsbahnverkehr gesperrt; der Betrieb wurde jedoch wieder aufgenommen.
Die Bahnstrecke Meppen–Haselünne wurde vom August 2014 bis zum Januar 2015 saniert. Auf einer Länge von rund 3,4 Kilometer wurden Schwellen und Schienen erneuert sowie zwei Weichen (Bokeloh (Kr Meppen) und Haselünne) neu verlegt.